# Erich Krempel
Erich Krempel (Suhl, 18 agosto 1913 – 26 settembre 1992) è stato un tiratore a segno tedesco.

## Palmarès

### Olimpiadi
- 1 medaglia:
  - 1 argento (Berlino 1936 nella pistola 50 metri)